# Шнайдер, Нильс

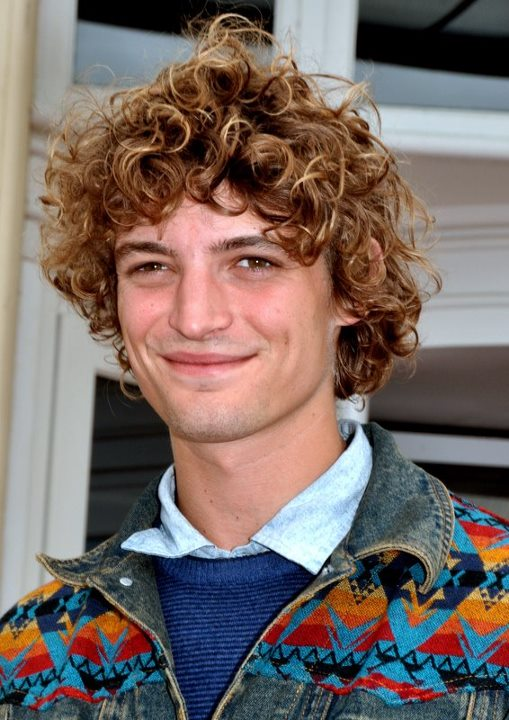
На Кабурском кинофестивале в 2012 году.

Нильс Шнайдер (фр. Niels Schneider; род. 18 июня 1987, Париж) — франко-канадский актёр. В 2011 году получил премию «Trophée Chopard» Каннского кинофестиваля, номинировался на Prix Lumières в категории «Самый многообещающий молодой актёр» в 2014 году за роль в фильме «Désordres».

## Биография
Родился в Париже, его отец, Жан-Поль Шнайдер, был актёром, а мать, Изабель Шнайдер, манекенщицей. Его бабушка по отцовской линии была еврейской иммигранткой из России, приехавшей во Францию в 1920 году. Помимо Нильса в семье было ещё четверо детей: Василий, Володя, Алёша и Вадим, погибший в автокатастрофе в 2003 году.
В 1996 году Нильс переехал в Квебек, где работал актёром дубляжа и обучался на театральных курсах актёрского мастерства вплоть до 2009 года. Первой не эпизодической ролью стала роль Саши в фильме Ива-Кристиана Фурнье «Всё прекрасно» в 2008 году. Позже он сыграл в двух фильмах Ксавье Долана: «Я убил свою маму» и «Воображаемая любовь», во второй ленте он сыграл одну из главных ролей вместе с Монией Шокри и Ксавье Доланом. Эта роль позволила ему получить премию «Trophée Chopard» на Каннском кинофестивале в 2011 году.
В следующем году он вернулся в Париж чтобы сняться в первом полнометражном фильме Элены Клотц «Атомный возраст», а затем в триллере Этьена Форе Désordres, за роль в котором в 2014 году номинировался на Prix Lumières в категории «Самый многообещающий молодой актёр».

## Фильмография

### Кино
- 2007: Le Goût du néant — друг Жюльен
- 2008: «Всё прекрасно[фр.]» — Саша
- 2009: La neige cache l'ombre des figuiers
- 2009: «Я убил свою маму» — Эрик
- 2009: À vos marques... party! 2 — брат Анны
- 2010: «Воображаемая любовь» — Николя
- 2011: «Вой: Перерождение» — Роланд
- 2012: «Атомный возраст[фр.]» — Тео
- 2013: «Встречи после полуночи» — Матиас
- 2013: Désordres[фр.] — Тибо
- 2013: «Опиум» — Морис Сакс
- 2014: «Новая Бовари» — Эрве
- 2014: «Одна встреча» — Хьюго
- 2015: L'Antiquaire — Клаус
- 2016: «Чёрный алмаз» — Пьер Ульман
- 2016: «Балерина» — Адриен
- 2017: «Любовь и страсть. Далида» — Жан Собески
- 2018: «Самая убиваемая женщина в мире[фр.]» — Жан Шарпентье
- 2018: «Невозможная любовь» — Филипп
- 2018: «Один король — одна Франция» — Луи Антуан де Сен-Жюст
- 2019: «Девушка моего брата» — Алекс
- 2019: «Куриоса» — Пьер Луис
- 2019: Sympathie pour le diable[англ.] — Поль Маршан
- 2019: «Сибил[англ.]» — Габриэль
- 2019: Revenir[фр.] — Тома Морено
- 2020: «Сюзанна Андлер[фр.]» — Мишель
- 2020: «Что мы говорим, что мы делаем[англ.]» — Максим
- 2023: «Великая ирония» — Ален Обер
- 2025: «Де Голль» —  генерал Филипп Леклерк

### Телевидение
- 2010: Virginie — Сэдерик
- 2012: Clash — Рафаэль
- 2012: «Другой мир[фр.]» — Луи
- 2013: «Одиссей» — Телемах

### Видеоклипы
- 2011: «Adieu[фр.]» — Cœur de pirate
- 2013: «Cardiocleptomania» — Logo